# Boulevard de la Fraternité (Nantes)
Pour les articles homonymes, voir Boulevard de la Fraternité.
Le boulevard de la Fraternité est une voie nantaise, constituant une partie des « boulevards de ceinture » nantais.

## Situation et accès
Situé dans le quartier Dervallières - Zola, long de 950 mètres, le boulevard part de la place Émile-Zola dans le prolongement du boulevard de l'Égalité à l'est pour déboucher place Raymond-Poincaré, dans le prolongement du boulevard des Anglais.

## Origine du nom
Ce nom rappelle la devise de la République française : « Liberté, Égalité, Fraternité ».

## Historique
Le boulevard fut construit entre 1875 et 1891, afin de relier la commune de Doulon à celle de Chantenay. Sur les plans antérieurs à 1900, l'ensemble de ces artères était désigné sous le nom de « boulevard de ceinture ».
Les 27 février et du 31 mai 1893, le conseil municipal de la commune de Chantenay-sur-Loire lui attribue le nom de « boulevard de la Contrie ».

L'artère prend son nom actuel à la suite d'une délibération du conseil municipal de la commune de Chantenay-sur-Loire sur le territoire de laquelle il se situait, en date du 5 mai 1901.

## Voies secondaires

### Rue Patria
Elle relie le boulevard de la Fraternité à la rue Yves-Marie.

### Rue Yves-Marie
Elle relie la rue Patria à la rue de le Caillette. Yves-Marie Morault, fils du docteur Joseph Morault, médecin nantais, est mort le 3 avril 1916 dans le bois de la Caillette, près de Verdun. À l'occasion de la création d'un lotissement sur un terrain lui appartenant, Joseph Morault a attribué en hommage à son fils le prénom de celui-ci à une rue. La graphie et le classement alphabétique officiels laissent penser qu'il s'agit d'un prénom suivi d'un patronyme.

### Coordonnées des lieux mentionnés
1. ↑  Rue Patria : 47° 12′ 57″ N, 1° 35′ 11″ O
2. ↑  Rue Yves-Marie : 47° 12′ 59″ N, 1° 35′ 10″ O